# Karise Eden
Karise Eden (ur. 11 lipca 1992 w Gosford) – australijska piosenkarka i autorka tekstów.

## Życiorys
Dzieciństwo spędziła w Wyomingu. Konflikty z matką we wczesnym okresie jej życia spowodowały, że Karise zakończyła edukację w wieku 12 lat, a rok później opuściła dom rodzinny. Zdiagnozowano u niej agorafobię. Przebywała w placówkach opiekuńczych, zanim trafiła do rodziny zastępczej. Po uzyskaniu pełnoletniości imała się różnych zajęć, pracując głównie w sklepach.
Po raz pierwszy wystąpiła na scenie, kiedy miała 13 lat, wspólnie z wujem Frankiem. Zespół, w którym występowała wykonywał tradycyjną muzykę folkową i bluegrass. 15 kwietnia 2012 wystąpiła na scenie pierwszej australijskiej edycji programu The Voice. Wykonała utwór Jamesa Browna It's a Man's Man's Man's World. Jej barwa głosu spowodowała, że już po kilku dźwiękach odwrócili swoje krzesła wszyscy jurorzy. Na swojego mentora Karise Eden wybrała Seala. 18 czerwca 2012 w finale zaśpiewała cover Lorraine Ellison Stay with Me Baby, wygrywając główną nagrodę i podpisując kontrakt z Universal Music Australia.
W czerwcu 2012 ukazał się pierwszy singiel piosenkarki You Won't Let Me. 26 czerwca 2012 ukazał się pierwszy album studyjny My Journey Znalazły się na nim utwory wykonywane przez Karise Eden w programie The Voice, a także nowy utwór I Was Your Girl. Album pokrył się podwójną platyną, dzięki sprzedaży 140 tysięcy egzemplarzy. Piosenkarka promowała album występując w centrach handlowych Australii. W październiku 2012 rozpoczęła tour po Australii, występując w kościołach i katedrach.
W październiku 2014 ukazał się drugi album artystki Things I've Done, ale nie powtórzył sukcesu pierwszego. Dwa miesiące później przyszedł na świat jej pierwszy syn, Blayden.

## Dyskografia

### Albumy solowe
- 2012: My Journey (Universal Music Australia)
- 2014: Things I've Done (Universal Music Australia)
- 2018: Born to Fight (Island Records Australia)

### Single
- 2012: You Won't Let Me
- 2013: Threads of silence
- 2014: Dynamite
- 2015: Loneliness
- 2015: Will You Still Love Me Tomorrow